# Курош Сехаті
Курош Сехаті (کوروش صحتی) (7 квітня 1978, Тегеран) — іранський журналіст, один із відомих політичних і правозахисних активістів, колишній лідер студентського руху в Ірані.

## Біографія
Сехаті був виключений з Ісламського університету Азад через його політичну діяльність і допомогу в організації студентських продемократичних протестів проти іранського уряду в липні 1999 року.

### Арешти
У період з 2000 по 2004 рік він був кілька разів заарештований і провів у в'язницях близько трьох років. Перебуваючи у в'язниці Сепах, яка належить Революційній гвардії Ірану, Сехаті провів 8 місяців в одиночній камері. Як в'язень сумління зазнав тортур. Через його діяльність, спрямовану на підтримку демократичних рухів, свободи слова та прав людини в Ірані, влада кілька разів погрожувала членам його родини. Уряд також стояв за вигнанням газети Gozaresh-e-Rooz і тижневика Hoviat-e-Kheesh, де він працював політичним редактором і членом редакційної ради.
Після кількох арештів і термінів ув'язнення Сехаті вирішив продовжити роботу зі своїми ЗМІ та правозахисниками з-за кордону з міркувань безпеки. Сехаті втік до Туреччини в 2004 році, а потім був прийнятий Верховним комісаром ООН у справах біженців як політичний біженець.
Сехаті прожив у США понад 12 років і за цей час дав інтерв'ю багатьом телеканалам і радіостанціям про свою діяльність в Ірані та актуальні іранські проблеми.

### Робота
З 2007 по серпень 2016 року Сехаті працював на перській службі «Голосу Америки» у Вашингтоні як міжнародний телеведучий і продюсер, після чого працював на Іранському міжнародному телебаченні в Лондоні.
Його доповіді зазвичай зосереджуються на політичних питаннях всередині Ірану, а також на питаннях прав людини, демократичних рухів, зокрема студентських, робітничих і жіночих рухів у країні.
Сехаті здобув ступінь бакалавра політології в Університеті Джорджа Мейсона у Вірджинії та ступінь магістра з міжнародної безпеки в Лондонському університеті.

### Військова служба
18 березня 2025 року вступив в Український іноземний легіон, щоб боротися проти Росії. Сехаті став першим іранським добровольцем, який воює на боці України. Він пояснив свій вибір тим, що «Росія завдала Ірану великої шкоди за останні 200 років».